# Odin vzgliad nazad
Albums de Constantin Nikolski
Ia bredou po bezdorojiou
(1992) Mne tolko snitsia jizn moïa
(2004)
Odin vzgliad nazad (en russe : Один взгляд назад) est le deuxième album solo de Constantin Nikolski, sorti en 1996 sous le label D.L.LOTA.

## Histoire
Les chansons de l'album Regard sur le passé font presque toutes partie du répertoire du groupe Résurrection, à l'exception de deux d'entre elles : Mon Oiseau blanc (en russe : Птицы белые мои), qui ouvre également l'album Le Miroir du monde et avec laquelle Nikolski, à la guitare acoustique, fait ses débuts à la télévision en 1984, et, Mon Ami, artiste et poète (en russe : Мой друг, художник и поэт), que d'aucuns considèrent comme la meilleure chanson de Nikolski, enregistrée en 1978 au sein du groupe Festival et alors interprétée par Pavel Bogouche. 
Les deux titres Dans mon âme, le limon du mal (en russe : В моей душе осадок зла) et Quand tu comprendras en esprit... (en russe : Когда поймёшь умом...) sont respectivement appelés, dans le répertoire de Résurrection, Le Coupe-verre (en russe : Стеклорез) et Chanson sur le verre (en russe : Песня про стакан). La chanson Regard sur le passé (en russe : Один взгляд назад) s'appelle, elle, La Brise (en russe : Ветерок).
En 1996, l'animateur de la station Radio-Diapason, Nikolaï Fandeïev, demande en direct à son invité Constantin Nikolski « pourquoi [son] nouvel album ne contient que d'anciennes chansons », ce à quoi Nikolski répond : « N'écrivent de nouvelles chansons que ceux dont les anciennes étaient mauvaises », réplique devenue célèbre depuis.
Toujours en 1996, l'agence de presse InterMedia publie la liste des meilleures ventes d'albums en Russie. Il apparaît que Regard sur le passé n'a pas quitté cette liste pendant plusieurs années, faisant invariablement partie du Top 20 et se hissant parfois même dans le Top 5 des charts. Le succès du disque, qui est davantage une compilation des meilleures chansons de Nikolski qu'un album de nouveaux titres, s'explique d'une part par la fatigue des auditeurs vis-à-vis de la musique pop du début des années 1990, qualifiée de primitive, et d'autre part par la bonne qualité artistique et technique du produit proposé par le musicien.

## Titres de l'album
| 1.    | Зеркало мира             | Zerkalo mira                | 5:11 |
| 2.    | Один взгляд назад        | Odin vzgliad nazad          | 3:41 |
| 3.    | Ночная птица             | Notchnaïa ptitsa            | 4:22 |
| 4.    | Мой друг художник и поэт | Moï droug khoudojnik i poet | 6:09 |
| 5.    | В моей душе осадок зла   | V moeï douche ossadok zla   | 4:52 |
| 6.    | Птицы белые мои          | Ptitsy bielye moï           | 4:43 |
| 7.    | Музыкант                 | Mouzikant                   | 5:21 |
| 8.    | Я сам из тех...          | Ia sam iz tekh...           | 3:58 |
| 9.    | Воскресенье              | Voskressenie                | 6:28 |
| 10.   | Когда поймёшь умом...    | Kogda poïmioch oumom...     | 2:57 |
| 47:42 |                          |                             |      |

## Musiciens et production
- Constantin Nikolski : chanteur, guitare électrique, guitare acoustique
- Mikhaïl Chevtsov : orgue électronique Hammond, piano, choriste
- Alexandre Kouzmitchev : guitare basse
- Igor Kostikov : batterie
- Arcadi Berezovski : choriste
- Sergueï Montioukov : batterie (chansons 1 et 5)
- Garik Pribytkov : orgue électronique Hammond (chansons 1 et 5) et claviers (chansons 4)
- Alexandre Kouzmitchev : enregistrement et mixage
- Pavel Skoropounov : mastering (studio SBI)[6]
- Constantin Nikolski : production

L'album est enregistré dans les studios «Mont» de Novokossino, à Moscou.